# کاپس (آلاباما)
کاپس (به انگلیسی: Capps) یک منطقهٔ مسکونی در ایالات متحده آمریکا است که در آلاباما واقع شده‌است. کاپس ۱۲۸٫۹۳ متر بالاتر از سطح دریا واقع شده‌است.